# Henri Coudreau
Henri Anatole Coudreau (né le 6 mai 1859 à Sonnac et mort le 10 novembre 1899, État du Pará, Brésil) est un professeur d'histoire et géographie français, explorateur et géographe de la Guyane et des affluents de l'Amazone.

## Biographie
Henri Coudreau avait voulu être un marin mais sa famille en fit un clerc de notaire. Il quitta bien vite le notariat et devint professeur de géographie, après être passé par l'école normale de Cluny. Tout d'abord attiré par l'Afrique, il fut nommé au lycée de Clermont-Ferrand. Fatigué de cette monotone existence, il demande à être affecté aux Colonies et se retrouve nommé à Cayenne en 1881.
La Guyane française devient dès lors son champ d'exploration. Il la parcourt en tous sens.
Une première mission, obtenue du sous-secrétaire des Colonies, le conduit de 1883 à 1885, par Counani, de l'Aragouary à l'Amazone, au Rio Negro, au Rio Branco et aux montagnes de la Lune.
Le ministère de l'Instruction publique et l'administration coloniale l'envoient de 1887 à 1889 au Maroni, à l'Oyapock et aux légendaires Monts Tumuc-Humac. Puis de 1889 à 1891, il visite les hauts affluents de l'Oyapock et du Jari, et toute la Guyane centrale, Inini, Camopi, Approuague. La mission d'information sur la frontière franco-brésilienne contestée de la Guyane française. Il a comme guide Apatou, qui avait été le guide de Jules Crevaux.
À partir de 1893, il organise un service d'exploration dans l'État du Pará, et explore le Rio Tapajós, le Xingu, le Tocantins, l'Araguaya, l'Itaboca, l'Itacuyuna, la zone comprise entre le Tocantins et le Xingu, le Yamunda et enfin le Rio Trombetas.
Il meurt le 10 novembre 1899, à 40 ans, en redescendant le Rio Trombetas, dont il venait de terminer l'exploration. Il est inhumé au cimetière de Bardines (Angoulême).

## Vie privée
Il se marie en 1893 à Octavie Coudreau (1867-1938), exploratrice et géographe qui travaille avec lui lors de ses explorations.

## Publications
- Le Pays de Wargla, 1881
- Les richesses de la Guyane française, 1883 (récompensé d'une médaille de bronze à l'exposition d'Amsterdam)

- Henri Coudreau, Études sur les Guyanes et l’Amazonie, Paris, Challamal Ainé, 1886, 433 p. (lire en ligne)
- La France équinoxiale, Paris, 1886-1887, 2 volumes in-octavo
- La Haute Guyane, 1888
- Henri Coudreau, Les Français en Amazonie, Paris, Librairie d'Éducation nationale, 1887, 226 p. (lire en ligne)
- Dix ans de Guyane (Mission du ministère de l'Instruction publique), Bulletin de la Société de géographie, t, XII, 1891, p. 447-480
- Notes sur 53 tribus de Guyane in Bulletin de la Société de géographie, t. XII, 1891, p. 116-132
- Vocabulaires méthodiques des langues ouayana, apparaï, oyampi, émerillon, 1892
- Henri Coudreau, Chez nos Indiens : quatre années dans la Guyane française (1887-1891), Paris, Hachette, 1893, 614 p. (lire en ligne)